# Christian De Buysschere
Christian De Buysschere (Jemappes, Mons, Hainaut, 21 de juliol de 1950) va ser un ciclista belga, que fou professional entre 1972 i 1977. De la seva carrera esportiva destaca una etapa a la Setmana Catalana i la victòria al Circuit de les Ardenes flamenques - Ichtegem.

## Palmarès
- 1971
  - 1r al Gran Premi dels Marbrers
- 1973
  - 1r a Kustpijl Sint-Martens-Lierde
  - 1r a Anvers
- 1974
  - Vencedor d'una etapa a la Setmana Catalana
  - 1r a Deerlijk
  - 1r a Meise
- 1975
  - 1r al Tour de Condroz
- 1976
  - 1r al Circuit de les Ardenes flamenques - Ichtegem
  - 1r a Velaines